# Como el gato y el ratón
Como el gato y el ratón és una pel·lícula colombiana produïda per CMO Producciones, dirigida per Rodrigo Triana i estrenada l'1 de novembre de 2002. Compte la història de dues famílies líders d'un barri pobre de Bogotà que cauen en bromes pesades una vegada que arriba l'electricitat al barri.

## Sinopsi
El barri L'Estrella és un barri al sud de Bogotà habitat per molts desplaçats de la violència. Davant l'esdeveniment que constitueix l'arribada de la llum elèctrica, aquesta nit hi ha una celebració en tot el barri. L'Estrella és un barri liderat per dues famílies: Els Cristancho i els Brochero. L'endemà, comandats per Cayetano Brochero i Miguel Cristancho, i de manera il·legal, els habitants del barri prenen l'energia elèctrica directament dels pals d'electricitat per a portar-la a les seves cases. Això succeeix, malgrat l'oposició de Keneddy Corzo, l'edil de la comunitat, que preveu les conseqüències que pot portar. I de sobte, enmig de la xerinola i de l'esperit positiu i optimista que impera entre els veïns, Consuelo, l'esposa de Miguel, descobreix que un cable d'electricitat creua perillosament molt prop del seu botiguer de roba, i prové de la casa dels seus millors amics, la família Brochero. Malgrat haver estat alertat pel seu amic i veí, Cayetano Brochero oblida retirar el cable fins que Miguel Cristancho incitat per la seva esposa curta el cable que dona energia als Brochero. Cristancho es disculpa i més endavant Brochero pren represàlies greus fins que totes dues famílies acaben barallades per les "bromes" pesades que s'acaben fent posteriorment fins que el barri es divideix entre els que fan costat als Brochero i els que fan costat als Cristancho. Aquesta història fa reflexionar a l'espectador sobre el mal de la intolerància.

## Premis nacionals
- Premi de Suport a la Producció, Ministeri de Cultura, Direcció de Cinematografia (Colòmbia) 1998
- Premi de Suport a la Postproducció, Ministeri de Cultura, Direcció de Cinematografia (Colòmbia) 2000
- Cercle Precolombí d'Or a la Millor Pel·lícula Colombiana en el 19è Festival de Cinema de Bogotà (Colòmbia) 2002

## Festivals
- Premi de Suport al Guió, Ministeri de Relacions Exteriors i de la Cultura (Fonds Sud - França) 1999
- Premi de Suport a la postproducció, Ministeri de Relacions Exteriors i de la Cultura (França) 2001
- Sol d'Or, Ciutat de Biarritz, Festival de Cinema i Cultura d'Amèrica Llatina (Biarritz - França) 2002[4]